# مجهر رباعي
المجهر الرباعى هو من أحدث التقنيات العلمية لرصد حركة العضيات داخل الخليّة البشرية رباعيّة الابعاد تم اكتشافة من قبل الدكتور العالم المصري احمد زويل وفريقة بجامعة كالتاك في الولايات المتحدة الأمريكية.
وقد يساهم اختراع هذا المجهر الرباعى في تشخيص العديد من الأمراض المستعصية ومن أهمها مرض السرطان.
حصل احمد زويل على براءة اختراع لهذا الميكروسكوب عام 2009.
يبلغ حجم المجهر غرفة كاملة الآن إلاّ أن حجمة المجهر ذاته ليس بالغرفة وانما يرجع هذا الحجم إلى وجود أجهزة الليزر التي تساعد في رصد حركة الجزيئات داخل الخليّة.